# Toutle (řeka)
Toutle (anglicky Toutle River) je řeka ve státu Washington, v severozápadní části USA. Délka toku činí 27,7 km a povodí zaujímá plochu 1 320 km². Orientuje se převážně západním směrem a je levostranným přítokem řeky Cowlitz. 

## Průběh toku
Řeka vzniká nedaleko obce Toutle v nadmořské výšce 130 metrů, prostřednictvím soutoku dvou zdrojnic - severní (North Fork Toutle) a jižní (South Fork Toutle). První z nich pramení na tzv. Pemzové pláni mezi aktivní sopkou St. Helens a jezerem Spirit, zhruba 5 km severně od jejího kráteru. Menší South Folk Toutle má svůj zdroj na západním svahu stejné sopky a je o 14 kilometrů kratší.
Kousek pod soutokem zdrojnic podtéká Toutle státní silnici č. 504 a prochází úpatím hory Beigle na pravém břehu. Postupně se na trase dlouhé 6 kilometrů stáčí severním směrem, na jejímž konci prudce mění směr na jihozápadní. Odtud teče souběžně se silnicí Tower Road. Těsně před ústím do řeky Cowlitz vede přes řeku dálnice Interstate 5. Její vody následně pokračují pokračují do řeky Columbie, jež se vlévá do Tichého oceánu.

## Sopečné sedimenty
Obě zdrojnice řeky odvodňují část svahů vulkánu St. Helens. Během katastrofální erupce 18. května 1980 došlo k masivnímu sesuvu severního úbočí vulkánu. Údolí severní zdrojnice bylo v délce 27 km pohřbeno pod 46 m (místy až 180 m) mocnou vrstvou sutě. Ihned po sesuvu nastala silná erupce, jejíž teplo roztálo 70 % ledu a sněhu na vrcholu, což mělo za následek vznik laharů. Ty zpustošily okolí řeky, strhly většinu mostů a zanesly tok sopečnými sedimenty. Roku 1989 na ní nechaly Spojené státy americké postavit za 65 milionů dolarů sedimentační 56 m vysokou sypanou hráz, která je od vulkánu vzdálená 33 km. Jejím účelem je chránit zbylý tok před dalším zanášením a tím minimalizovat povodňové riziko. I po téměř čtyřiceti letech po erupci, dochází nad přehradou k silné erozi nánosů laharu.

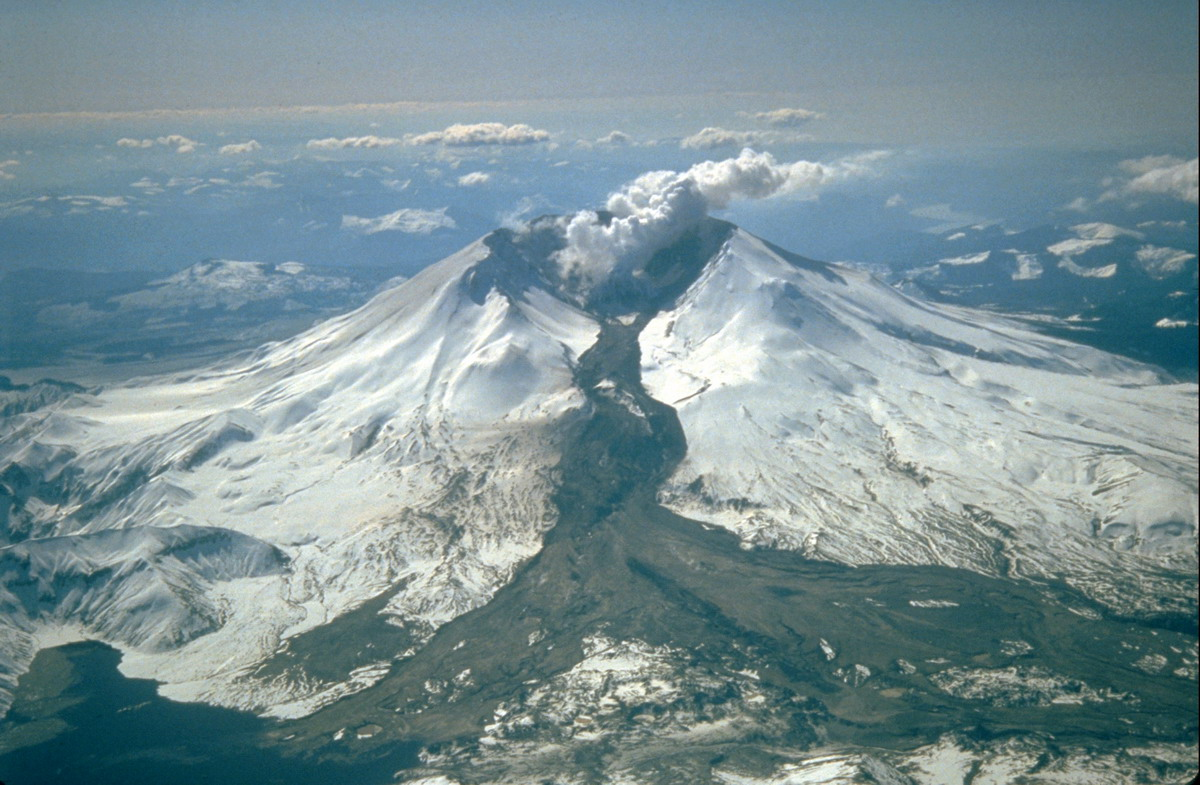
Dobře viditelná trasa laharu, k němuž došlo v roce 1982.
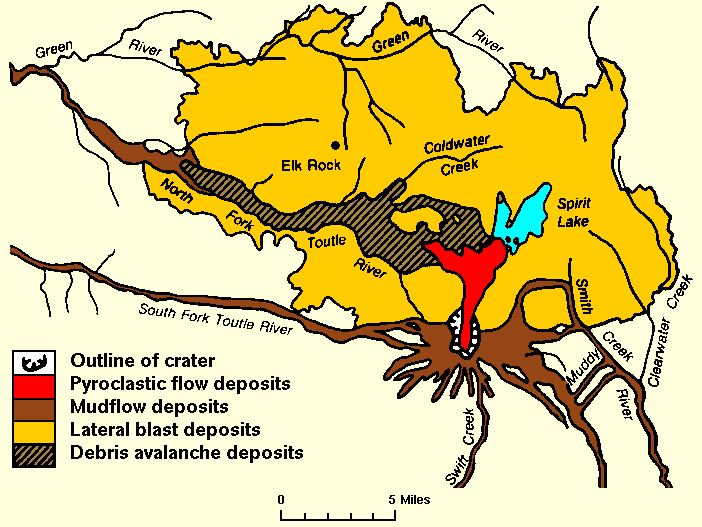
Mapa zničeného severního úpatí. Oblast zasažená hlavním pyroklastickým proudem (oranžově), depozity sesuvu vyplněné údolí severní zdrojnice řeky Toutle (šrafování), trasy laharů (hnědě) a depozita pozdějších pyroklastických proudů, tvořící Pemzovou pláň (červeně).
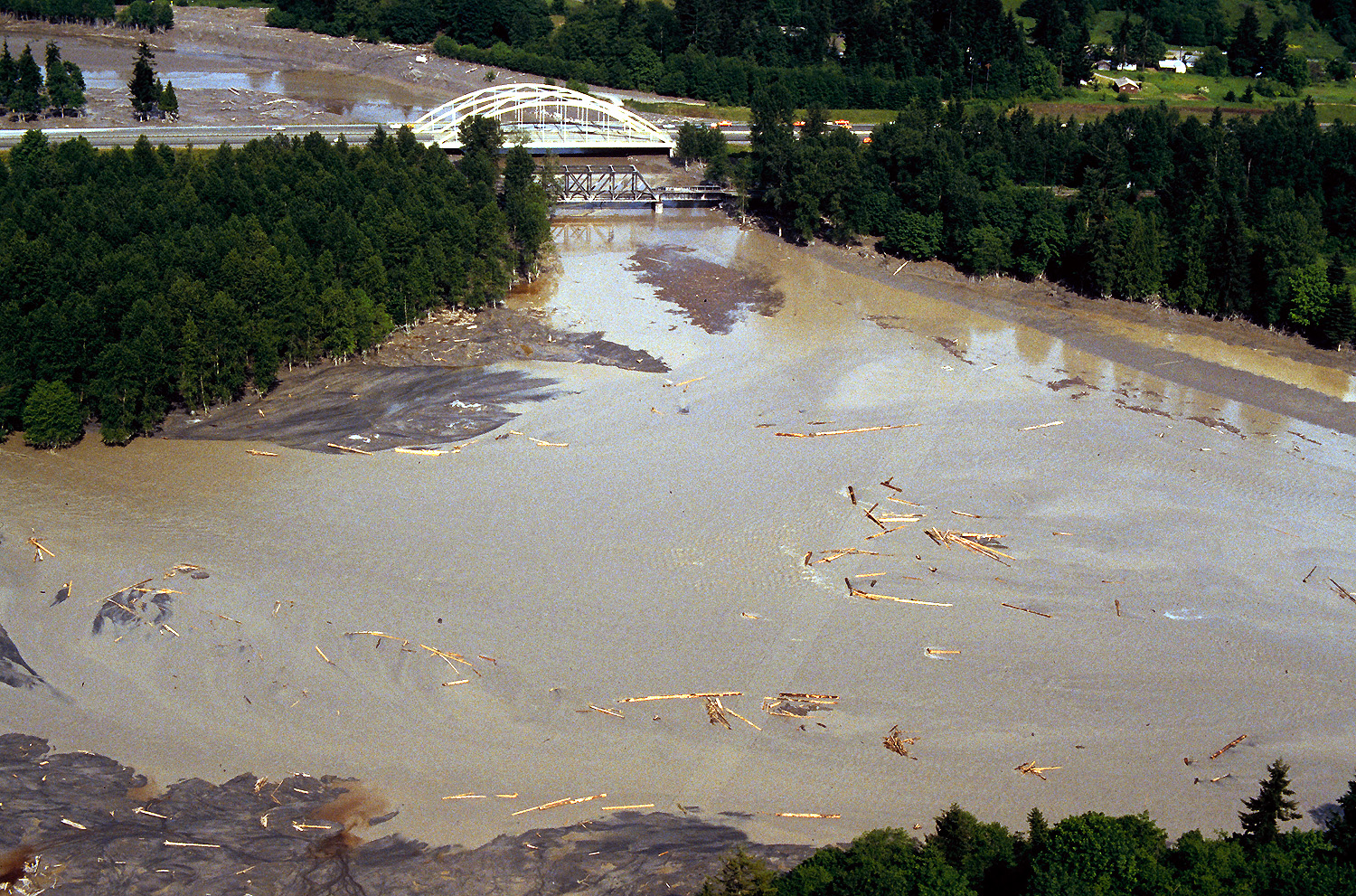
Ústí řeky Toutle do řeky Cowlitz po erupci.
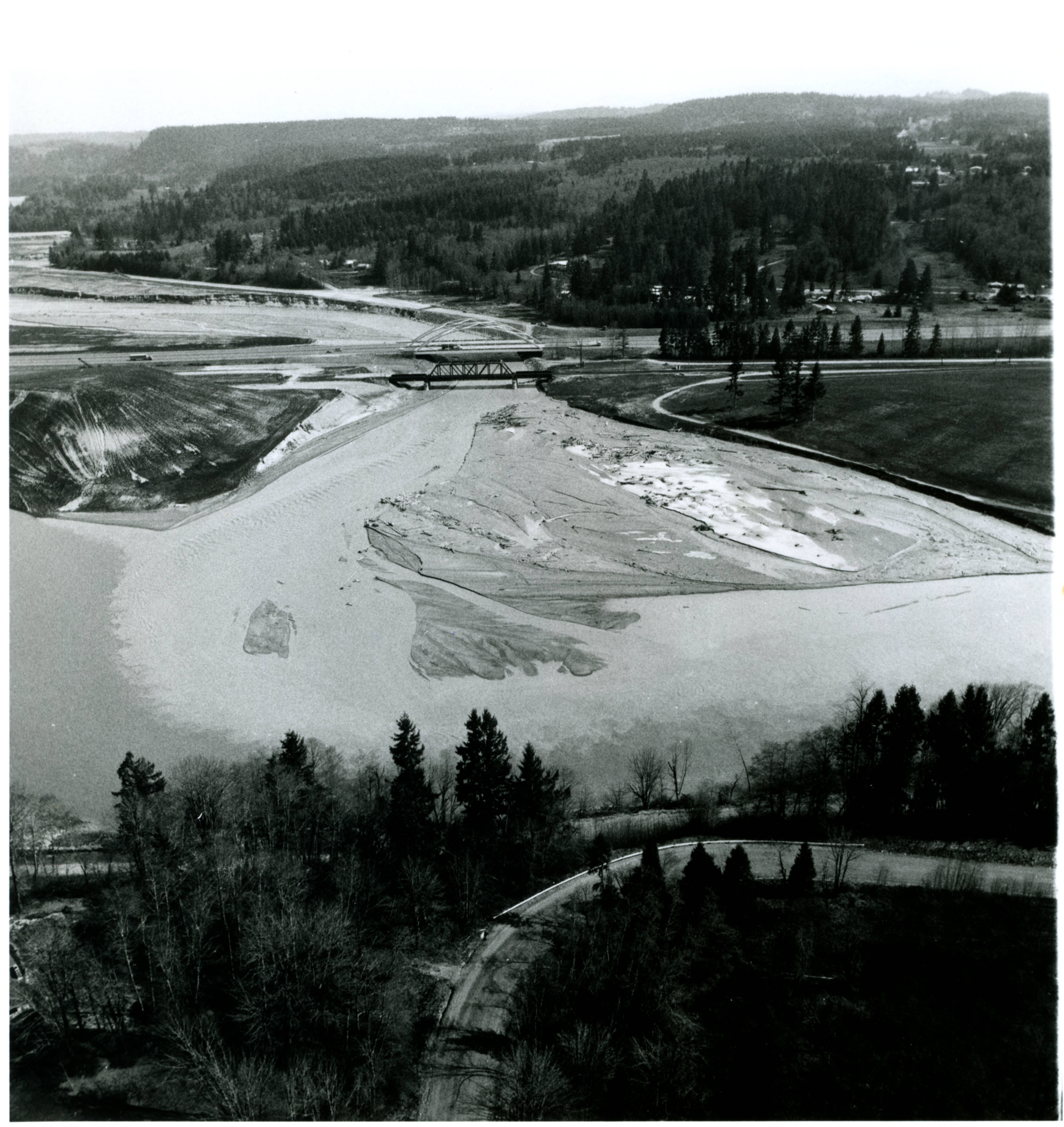
Fotografie ústí, pořízená někdy v roce 1980-1982.
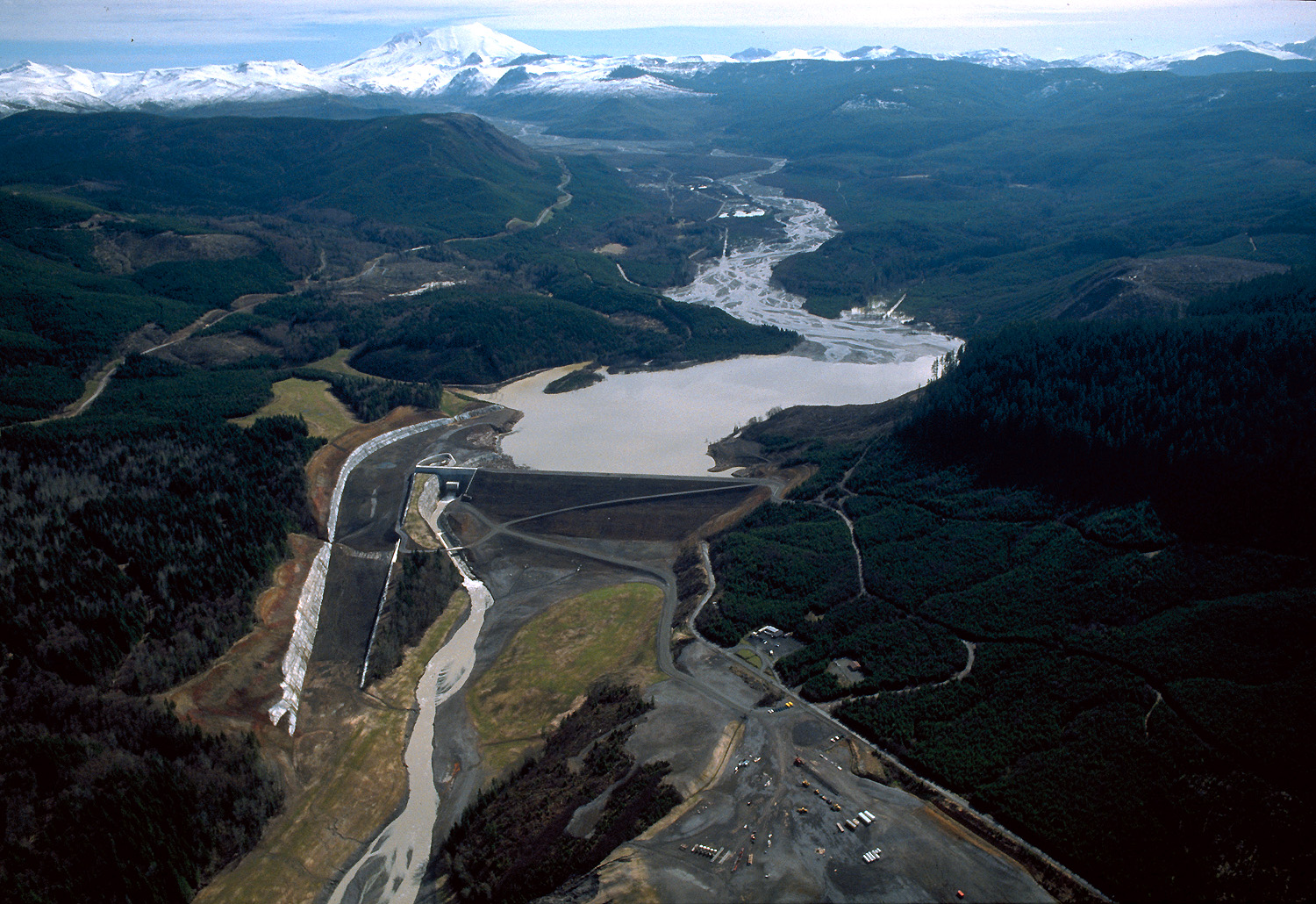
Sedimentační přehrada.

## Zajímavosti
- Řeka Toutle se objevila v jedné z epizod slavného americko-britského rekonstrukčního pořadu Vteřiny před katastrofou. V dílu byla jedna z dějových linek věnovaná páru mladých lidí, kteří přežili lahar, jenž je na břehu řeky strhl s sebou.(Video)